# Czarnuchowate

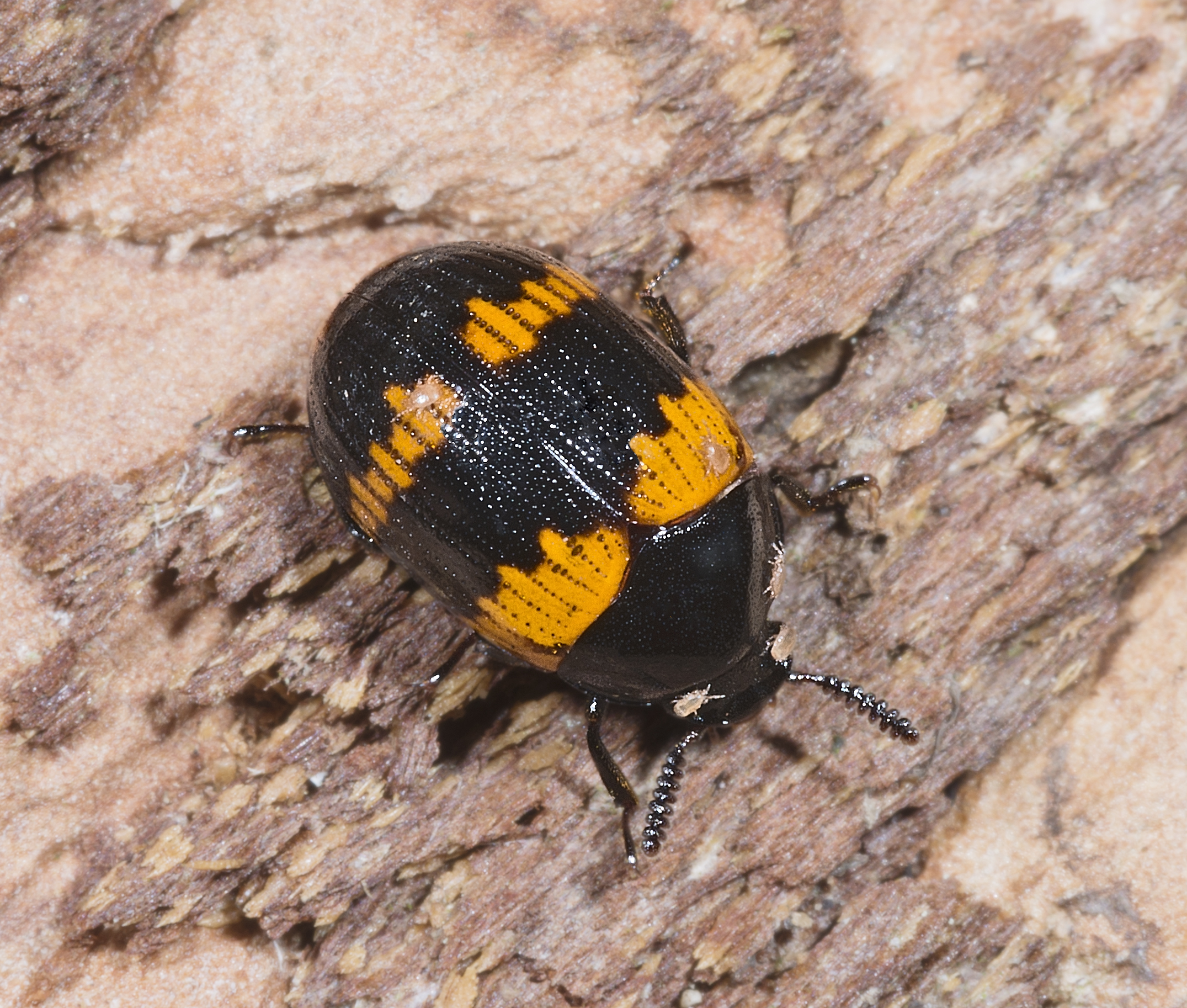
Bożewka z podrodziny Diaperinae

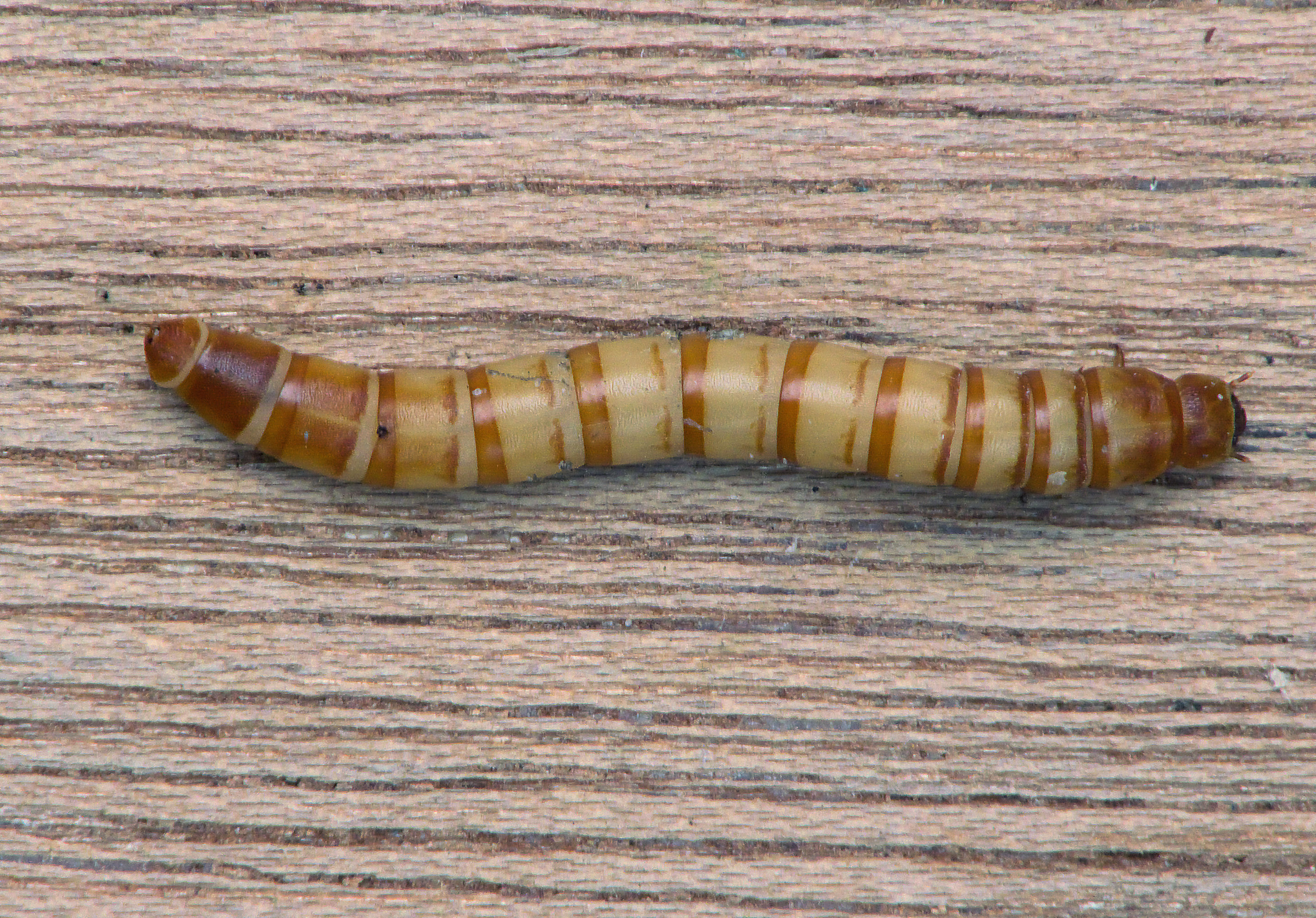
Larwa mącznika młynarka

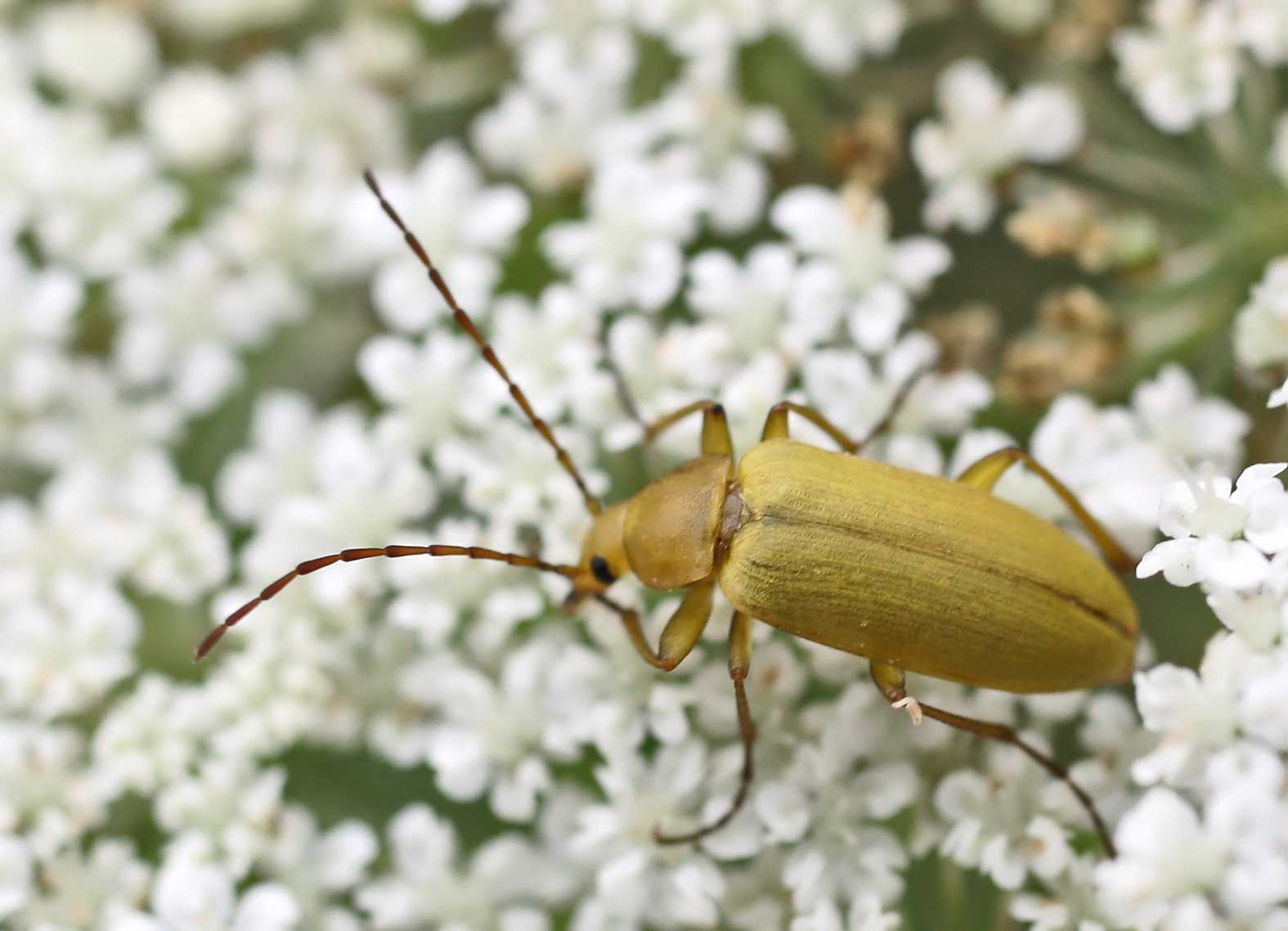
Cteniopus sulphureus z podrodziny cisawkowatych

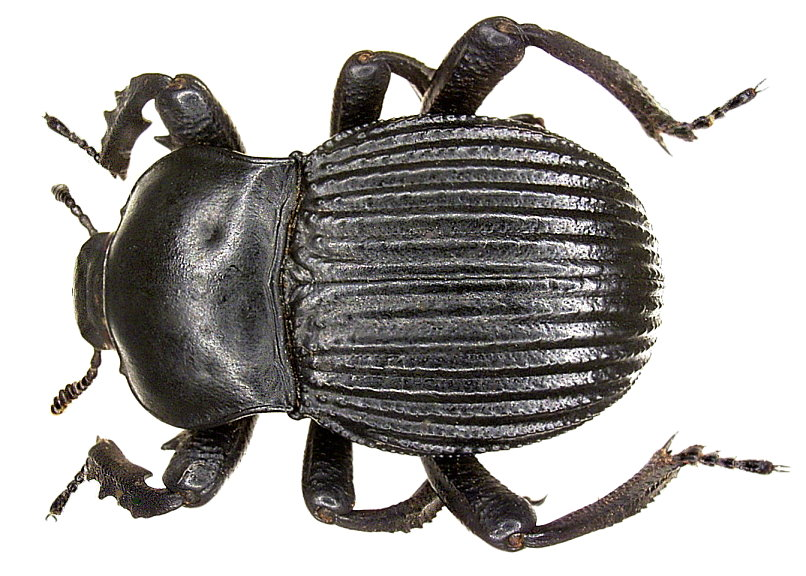
Gonopus tibialis z podrodziny Tenebrioninae

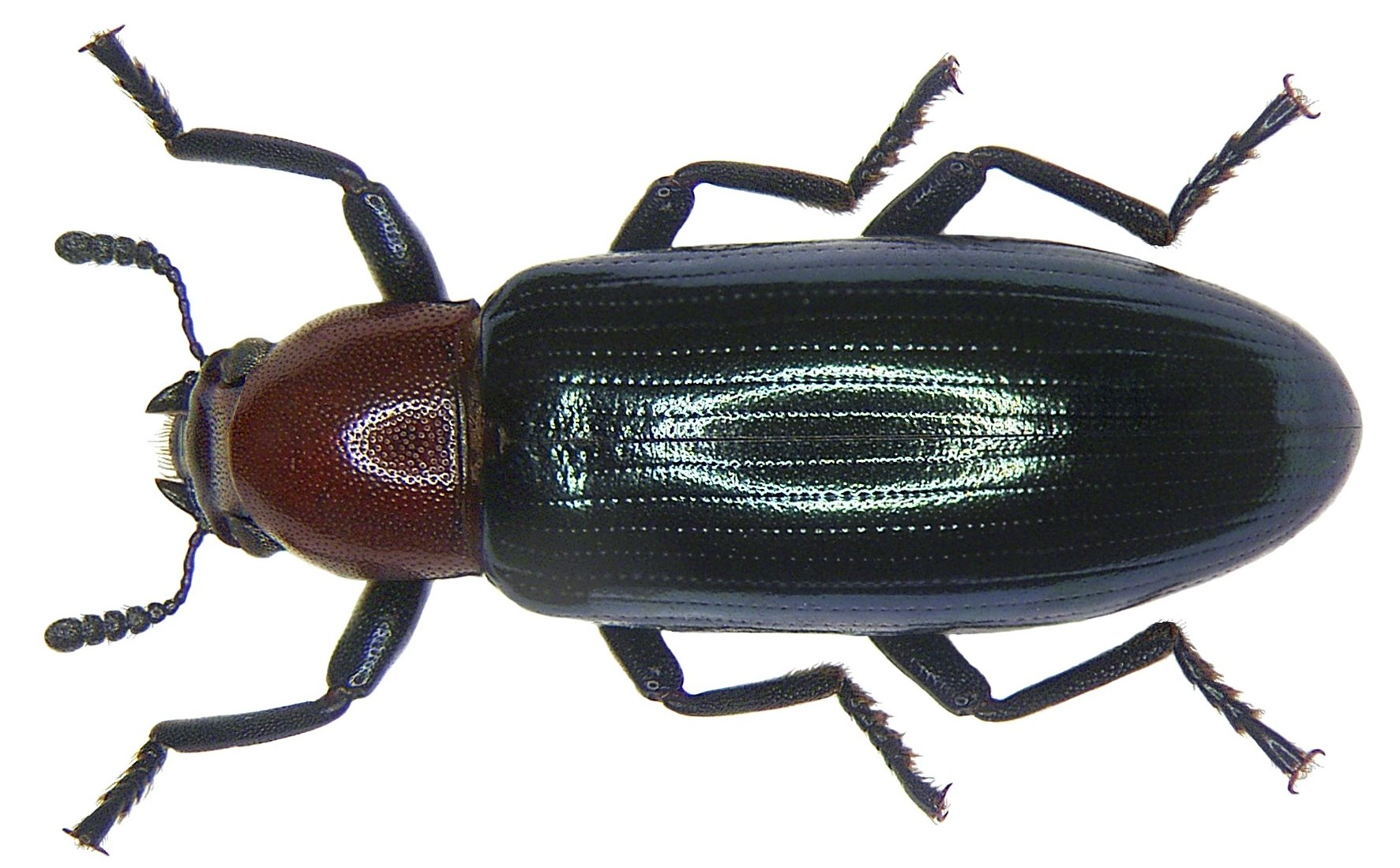
Thesilea ruficollis z podrodziny Stenochiinae

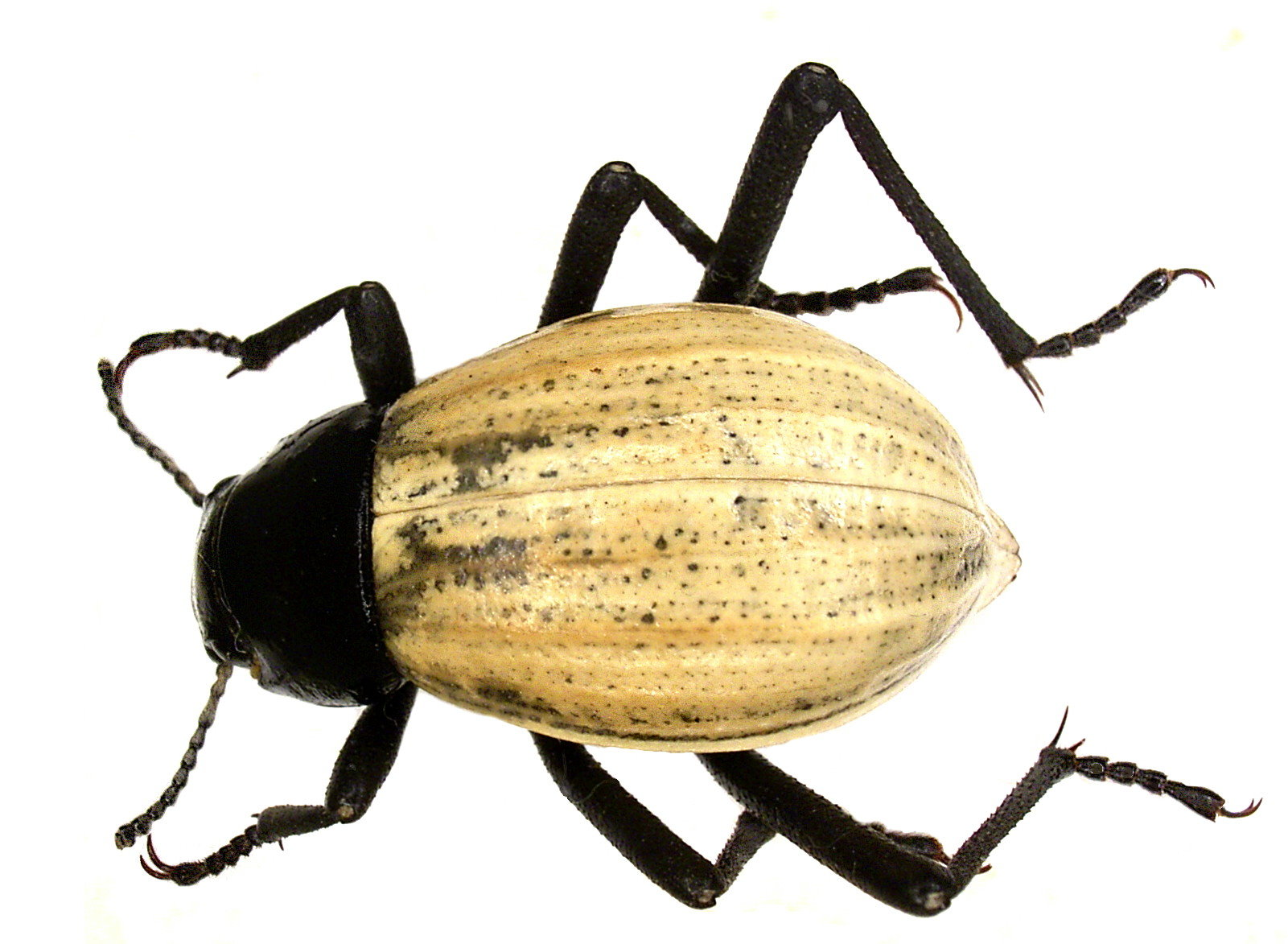
Onymacris marginipennis z podrodziny Pimeliinae

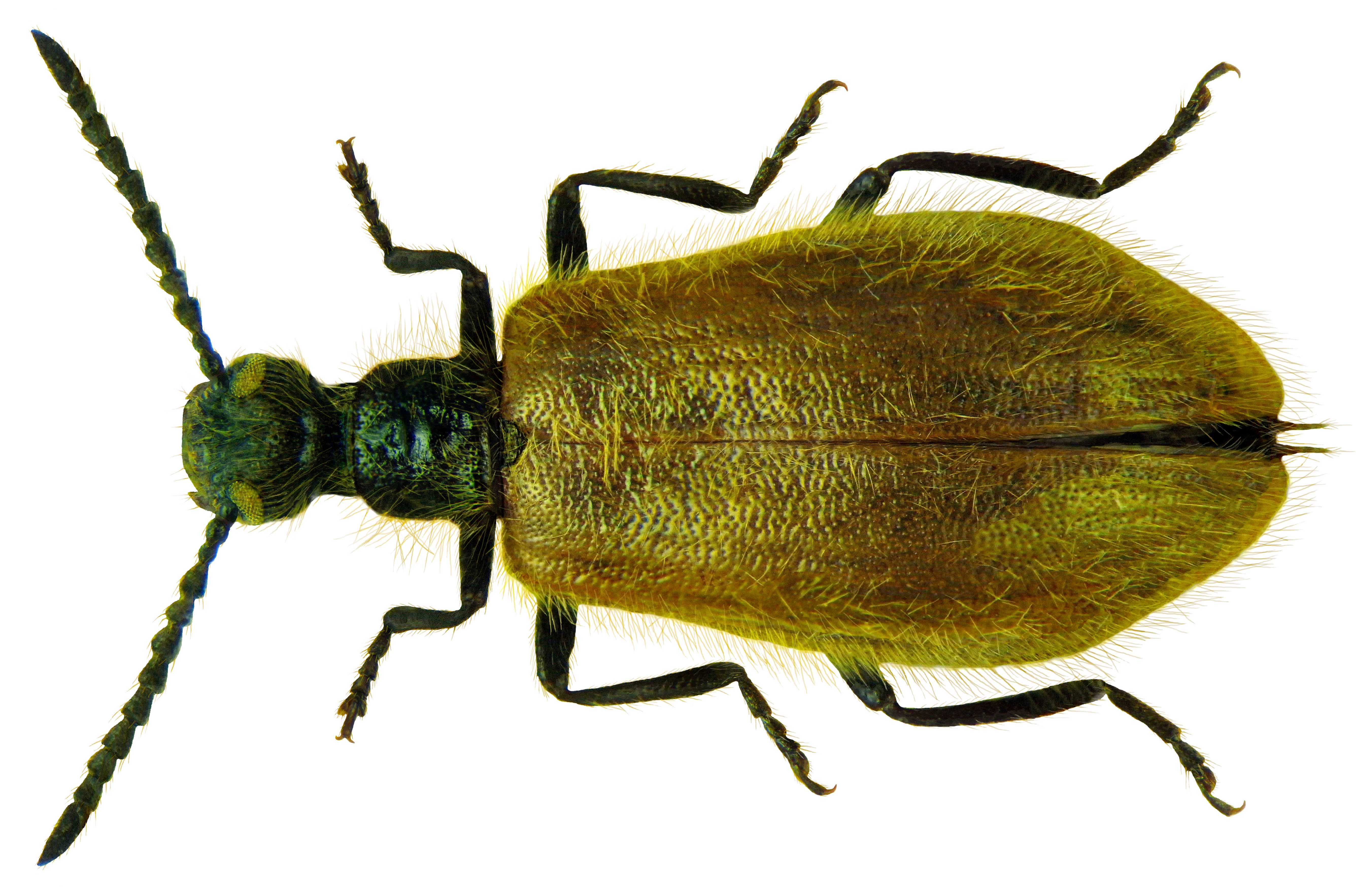
Lagria hirta z podrodziny omiękowatych

Czarnuchowate, mączniki (Tenebrionidae) – rodzina chrząszczy z podrzędu wielożernych, infrarzędu Cucujiformia i nadrodziny czarnuchów. Należy tu około 20 tysięcy gatunków. W ich ubarwieniu dominuje czerń. Cechują się przykryciem od góry nasad czułków przez listewki. Kosmopolityczne, wiele gatunków pustynnych i półpustynnych. Odżywiają się najczęściej martwą materią organiczną. Należą tu także gatunki synantropijne, w tym szkodniki magazynowe zbóż i ich przetworów, mające duże znaczenie gospodarcze.

## Morfologia

### Owad dorosły
Należą tu chrząszcze od drobnych po duże, w faunie środkowoeuropejskiej przedstawiciele tej rodziny osiągają długość ciała od 1,3 do 40 mm. Długość ciał osobników niektórych gatunków w innych częściach świata może dochodzić do 80 mm. Kształty ciała mają skrajnie różnorodne. Spotyka się gatunki o ciele wydłużonym, owalnym lub krótkim; spłaszczonym, cylindrycznym lub silnie wysklepionym. Powierzchnia ciała od gładkiej do bogato urzeźbionej; może być naga bądź pokryta łuskami, włoskami lub szczecinkami. Urzeźbienie może występować w postaci zmarszczek, mikrogranulowania, punktowania, dołków, wgłębień, żeberek czy rogów. Przeważają gatunki o jednolicie czarnym ubarwieniu, ale występują też czerwonobrunatne, brunatne bądź z czerwonym, pomarańczowym lub żółtym wzorem. Wierzch ciała może być matowy lub z metalicznym, zielonym, niebieskim lub fioletowym połyskiem.
Głowa prognatyczna, często wciągana w przedplecze. Nadustek zrośnięty z czołem, przy czym szew czołowo-nadustkowy przeważnie dobrze widoczny. Nasadowe człony czułków przykryte od góry listewkami. Policzki często tworzą canthus przedzielający częściowo lub w całości oko. Czułki 11-członowe, zwieńczone mogą być 3-8-członową buławką. Rzadko czułki mogą być złożone z 10 lub 9 członów.
Przedplecze różnego kształtu, często obrzeżone listewką. Przedpiersie rozbudowane, opatrzone wyrostkiem rozdzielającym przednie biodra. Przednie i środkowe stopy są pięcioczłonowe, tylne zaś czteroczłonowe. Istnieją też gatunki o wszystkich stopach cztero- lub trójczłonowych. Tarczka widoczna lub niewidoczna, czasem zredukowana lub nieobecna. Tylne skrzydła mogą być dobrze rozwinięte lub zanikłe. U gatunków nielotnych pokrywy są zrośnięte wzdłuż szwu i mogą być zakończone mucro. U gatunków latających epipleury wąskie, a u nielotnych bardzo szerokie, tworzące pseudoepipleury.
Liczba widocznych sternitów (wentrytów) odwłoka wynosi od 5 do 7. Samcze narządy kopulacyjne złożone są zwykle z tegmenu, ruchomo połączonych z nim paramer i penisa.

### Poczwarka
Poczwarki typu wolnego.

### Larwa
Larwy najczęściej elateroidalne, przypominające drutowce, o ciele walcowatym lub wrzecionowatym. Głowa hipognatyczna, opatrzona trójczłonowymi czułkami i pięcioma oczkami po bokach. Szew epikranialny V-kształtny lub U-kształtny. Na drugim członie czułków obecny stożek lub pólko zmysłowe. Nadgębie silnie, a podgębie dobrze zesklerotyzowane. Epitorma z pólkami i szczecinkami zmysłowymi. Żuwaczki z 2-3 zębami. Żuwka zewnętrzna zrośnięta z żuwką wewnętrzną w łopatkę (mala). Odnóża 4-członowe. Goleniostopy opatrzone pazurkiem. Odwłok z 9 pełnymi segmentami, a dziesiątym zredukowanym do tergitu tworzącego płaty przyodbytowe lub nóżki.

## Biologia i ekologia
Długość trwania cyklu rozwojowego jest różna, przeważnie wynosi od 2 miesięcy do 2 lat. Również liczba stadiów larwalnych jest różna: u trojszyków jest ich 6-7, zaś u mącznika młynarka 10-16. Większość larw odżywia się materiałem roślinnym, często rozkładającym się. W skład pożywienia wchodzą też rozkładające się materiały pochodzenia zwierzęcego. Wiele gatunków to mycetobionty i mycetofile, przechodzące rozwój w grzybach nadrzewnych. Inne przechodzą rozwój w drewnie zainfekowanym grzybami. Można je spotkać w przegniłych pniakach, gałęziach oraz w korytarzach żerowisk ksylofagów. Kolejną grupę stanowią gatunki przechodzące rozwój w glebie. Ich larwy żywią się drobnymi szczątkami organicznymi i spotykane są głównie w miejscach ciepłych, o glebach piaszczystych lub lessowych. Następną grupę stanowią gatunki, których larwy żywią się żywymi roślinami, głównie ich częściami przykrytymi glebą. Stosunkowo liczną grupę stanowią gatunki synantropijne, które przystosowały się do przebywania w sąsiedztwie człowieka. W rodzinie tej znaleźć można również gatunki myrmekofilne.

## Rozprzestrzenienie
Rodzina kosmopolityczna, przy czym najwięcej gatunków żyje na obszarach pustynnych i półpustynnych oraz w ciepłych rejonach Holarktyki. 131 gatunków wykazano z Europy Środkowej. W Polsce występują 73 gatunki, a 28 kolejnych zostało wykazanych, ale ich obecność jest wątpliwa lub wymaga potwierdzenia.

## Systematyka
Karol Linneusz w 10. wydaniu Systema Naturae opisał 12 gatunków i 1 rodzaj obecnie zaliczany do czarnuchowatych. Takson w randze rodziny wprowadził w 1802 roku Pierre-André Latreille. Cisawkowate i omiękowate, które funkcjonowały jako niezależne rodziny, zostały włączone do czarnuchowatych przez Lewrence'a i Newtona w 1995 roku. Bouchard i współpracownicy w 2005 roku zaproponowali podział czarnuchowatych na 10 podrodzin. W pracy z 2011 roku Bouchard i 10 innych badaczy wprowadziło podział na 9 następujących podrodzin:
- Podrodzina: Zolodininae Watt, 1974;
- Podrodzina: Lagriinae Latreille, 1825 (1820) – omiękowate;
- Podrodzina: Nilioninae Lacordaire, 1859;
- Podrodzina: Phrenapatinae Lacordaire, 1859;
- Podrodzina: Pimeliinae Latreille, 1802;
- Podrodzina: Tenebrioninae Latreille, 1802;
- Podrodzina: Alleculinae Laporte, 1840 – cisawkowate;
- Podrodzina: Diaperinae Latreille, 1802;
- Podrodzina: Stenochiinae Kirby, 1837.

Do rodziny tej należy około 20 tysięcy gatunków.

## Znaczenie
Gatunki saproksyliczne i grzybożerne odgrywają pożyteczną rolę w ekosystemach leśnych, biorąc udział w rozkładzie drewna na różnych etapach i tym samym włączaniu zawartych w nim substancji w glebę. Larwy omiękowatych odżywiające się opadłymi liśćmi również odgrywają pozytywną rolę, przetwarzając zawarte w nich substancje na przyswajalne dla roślin.
W gospodarce człowieka największe znaczenie mają gatunki synantropijne, zdolne do przechodzenia całego swojego cyklu rozwojowego w zbożach i jego przetworach. Należą tu żyjące w mieszkaniach i magazynach szkodniki, jak np. mącznik młynarek czy trojszyki. W cieplejszych rejonach pewne szkody w rolnictwie wyrządzać mogą gatunki glebowe, nie dotyczy to jednak Europy Środkowej.